# Roela
Roela (avant 1919 Ruil) est un petit bourg (alevik) de la commune de Vinni en Estonie. Il se trouve dans le Virumaa occidental (anciennement Wierland occidental).

## Démographie
Sa population était de 551 habitants en 2008.
Au 31 décembre 2011, il compte 484 habitants.

## Histoire
Le bourg de Roela est mentionné sous le nom de domaine de Ruil en 1453 ainsi que son manoir ; il est en possession de la famille von Taube au XVIIe siècle, puis à la famille von Berg, puis au début du XIXe siècle à la famille de Rossillon et en 1840 au fameux explorateur Ferdinand von Wrangel (1796-1870). Il appartenait à la paroisse de Sankt-Jakobi. Le manoir, qui était de style néoclassique, a été reconstruit en 1910 en style néogermanique.